# Lista de fitas da consciência
Esta é uma lista de fitas da consciência (português brasileiro) ou laços solidários (português europeu)}.  O significado de cada Fita da Consciência depende de sua cor ou cores. Muitos grupos adotaram fitas como símbolos de apoio ou consciência, e por causa disto, muitas causas normalmente dividem a mesma cor. Algumas causas podem também ser representadas por mais de uma cor.

## Cores e significados
| Fita                        | Cor                                                 | Significados |  |
| --------------------------- | --------------------------------------------------- | --- |  |
| White ribbon                | Fita Branca                                         | - Adoção - Abuso de Metanfetamina - Perdão - Segurança de Parto e Maternidade - Exostose Múltipla Hereditária - Violência contra as mulheres - Câncer de pulmão - Conscientização da depressão e ansiedade |  |
| Yellow ribbon               | Fita Amarela                                        | - Câncer ósseo / Osteossarcoma - Movimento Maio Amarelo - Soldados americanos ("apoie nossas tropas") - Conscientização e prevenção do Suicídio - Conscientização da segurança no trânsito (Maio Amarelo) - Conscientização da Endometriose - Câncer de bexiga - Câncer anal - Protestos em Hong Kong em 2014 (Revolução dos Guarda-chuvas) - Associação das Pessoas Jovens Com Encefalomielite miálgica - Conscientização do Genocídio |  |
| Puzzle ribbon               | Fita quebra-cabeças                                 | - Conscientização do Autismo |  |
| Cloud ribbon                | Fita de Nuvens                                      | - Hérnia diafragmática congênita |  |
| Blue ribbon                 | Fita Azul                                           | - Conscientização, apoio e pesquisa globais da Síndrome de Arnold-Chiari (azul turquesa com um zíper cinza) - Esclerose tuberosa - Conscientização do Tráfico de pessoas e da escravidão sexual (azul marinho) - Campanha "Traga em casa a nossas tropas" - Conscientização da Síndrome de Stevens-Johnson - Conscientização do Câncer de cólon - Discurso Online Gratuito da Electronic Frontier Foundation - Antitabaco, antifumo de segunda no Canadá - Campanha da Espanha para a liberação das vítimas de sequestro dos terroristas Bascos - "Uso responsável de terras públicas para benefício de todos os recreacionistas" - Dia Internacional Sem Dieta - Conscientização da Hidranencefalia - Conscientização da Síndrome da fadiga crônica - Setembro azul Conscientização com os surdos e deficientes auditivos e a importância da educação e vida de qualidade |  |
| Light Blue ribbon           | Fita azul clara                                     | - Conscientização da Tireoidite - Conscientização do Abuso infantil - Conscientização do Câncer de próstata (azul celeste) |  |
| Jade ribbon                 | Fita Jade                                           | - Hepatite B e Câncer de fígado |  |
| Purple ribbon               | Fita Roxa                                           | - Homofobia - Doença de Crohn e Colite ulcerosa - Conscientização e prevenção do abate de cavalos - Síndrome de Arnold-Chiari - Sarcoidose - Lúpus - Fibromialgia - Demonstra Tolerância religiosa - Promove a memória e a consciência da violência contra as mulheres - Conscientização da Violência doméstica - Conscientização do Acidente vascular cerebral infantil - Conscientização da Fibrose cística - Conscientização do Mal de Alzheimer - Conscientização do Câncer pancreático - Dia Mundial da Segurança e da Saúde no Trabalho - Conscientização da Púrpura trombocitopênica idiopática |  |
| Lavender ribbon             | Fita Lavanda                                        | - Conscientização da Epilepsia (lavender) - Conscientização do Câncer (de todos os tipos) |  |
| Periwinkle ribbon           | Fita azul violeta                                   | - Conscientização do Câncer esofágico - Conscientização da Hipertensão pulmonar - Conscientização da Disfunção alimentar - Conscientização do Câncer de estômago |  |
| Periwinkle and white ribbon | Fita azul-violeta e branca                          | Atrésia esofágica e Fístula traqueoesofágica |  |
| Pink and Blue ribbon        | Fita rosa e azul                                    | - Pró-vida - Mutilação sexual - Conscientização do Câncer de mama inflamatório - Conscientização da Infertilidade - Conscientização da perda infantil - Conscientização do Aborto - Câncer de mama masculino |  |
| Orange ribbon               | Fita Laranja                                        | - Conscientização da Automutilação - Conscientização da energia na Nigéria - Conscientização da proteção animal - Conscientização da Leucemia - Conscientização da Esclerose múltipla - Anti-racismo (Dia da Harmonia na Austrália) - Símbolo da Revolução Laranja Ucraniana de 2004 - Sobrevivência e conscientização do Câncer de rim - TDAH (Transtorno do déficit de atenção com hiperatividade) - CPRS (Síndrome da Dor Regional Complexa) - Campanha Nacional de Alerta ao Acufeno (também conhecido como zumbido, tinnitus ou tinido) |  |
| Red ribbon                  | Fita Vermelha                                       | - Firefighter Line of Duty Death (vermelha com contorno preto) - Ataque cardíaco - Conscientização da AIDS - Conscientização das Drogas (A Semana da Fita vermelha é normalmente realizada em escolas americanas) - Conscientização da Vasculite |  |
| Gray ribbon                 | Fita Cinza                                          | - Conscientização do Transtorno mental - Conscientização do Transtorno de personalidade limítrofe - Conscientização da Diabetes (mas normalmente, diabetes é simbolizada por um círculo azul, conforme designado pela Federação Internacional de Diabetes) - Conscientização do Câncer de cérebro - Conscientização da Asma - Conscientização de Zumbi |  |
| Red ribbon                  | Fita Preta                                          | - LUTO CONTRA O CÂNCER - Luto e lembrança do Massacre de Virginia Tech - Conscientização do Melanoma - Dia Europeu da Memória das Vítimas do Estalinismo e do Nazismo |  |
| Pink ribbon                 | Fita Rosa                                           | - Conscientização do Câncer de mama - Conscientização da Violência contra pessoas LGBT e não heterossexuais ou não cisgeneros |  |
| Green ribbon                | Fita Verde                                          | - Conscientização da Neuromielite Óptica (Devic) - Março - Apoio e Conscientização do Transtorno bipolar - Gastrosquise - Depressão - Doença de Lyme - Conscientização da Transplantação e doação de órgãos - Conscientização do Câncer de rim - Preservação ambiental - Conscientização do transtorno mitocondrial - Protestos eleitorais no Irã em 2009 - Segurança dos pedestres - A favor da legalização da Cannabis - Juntos pela saúde e segurança no trabalho (Abril) |  |
| Teal ribbon                 | Fita verde-azulada / Turquesa                       | - Apoio e conscientização da Síndrome do ovário policístico - Doença do rim policístico - Câncer ginecológico, incluindo Uterino, Endometrial, Ovariano, Falopiano, Cervical e Vulval - Câncer ovariano - Estupro - Miastenia grave - Transtorno obsessivo-compulsivo - Transtorno do pânico - Vítimas de Tsunami - Dependência química - Recuperação de vícios - Síndrome de Tourette - Transtorno dissociativo de identidade - Hérnia diafragmática congênita - Anti-Bullying - Doença de Batten - Agorafobia - Paralisia supranuclear progressiva - Displasia ectodérmica - Estresse pós-traumático - Síndrome do X frágil - Alergias alimentares |  |
| Violet ribbon               | Fita Violeta/Lilás                                  | - Linfoma de Hodgkin - Câncer testicular (orquídea/violeta) - Dia da visibilidade trans "transsexuais, travestis, não binários e demais gêneros não cis" (Janeiro Lilás dia 29) - Agosto Violeta |  |
| Gold ribbon                 | Fita Dourada                                        | - Câncer ósseo / Osteossarcoma, - Conscientização do Câncer infantil |  |
| Silver ribbon               | Fita de prata                                       | - Transtorno neurológico - Câncer ovariano (Austrália) |  |
|                             | Fita Azul-média, com uma margarida branca no centro | Neurofibromatose |  |
| Burgundy ribbon             | Fita Borgonha                                       | - Adultos com deficiências - Síndrome do anticorpo antifosfolipídeo - Aneurisma cerebral - Cesariana (usada de cabeça para baixo) - Cefaleias - Hemangioma - Pessoas em Hospícios - Mieloma múltiplo - Trombofilia - Síndrome vascular - Síndrome de Williams |  |
| Red and Blue Ribbon         | Fita vermelha e azul                                | - Fita da Consciência da Recuperação do Haiti |  |
| Red white and blue ribbon   | Fita vermelha, branca e azul                        | - Usada em Omaha, Nebraska depois de um tiroteio mortal em Millard South High School. As cores da fita são as cores da escola. |  |
| Ribbon of Saint George      | Fita de São Jorge                                   | - Comemoração da II Guerra Mundial em Países pós-soviéticos |  |
| Red and Black ribbon        | Fita vermelha e preta                               | - Solidariedade ao Ateísmo |  |
| Blue and Black ribbon       | Fita azul e preta                                   | - Apoio à Aplicação da lei |  |